# Do What U Want
«Do What U Want» (с англ. — «Делай, что хочешь») — песня американской певицы Леди Гаги при участии Ар Келли, выпущенная 21 октября 2013 года лейблами Streamline Records и Interscope. Композиция написана Гагой совместно с Полом «DJ White Shadow» Блэром, Мартином Брессо и Уильямом Григацином для третьего студийного альбома Artpop. Впервые отрывок песни «Do What U Want» можно было услышать в рекламе Best Buy/Beats 17 октября 2013 года. Песня была выпущена в качестве промосингла, однако, из-за успеха во многих странах, Гага сделала её вторым официальным синглом альбома.
Блэр предложил песню «Do What U Want» певице за два года до выпуска. Работа над композицией продолжалась до 2013 года, пока её не добавили в окончательный список композиций альбома Artpop. Музыкальная структура песни написана в жанрах современного ритм-н-блюза и синти-попа с элементами звучания синтезатора и электронного бита в стиле 80-х. Текст песни показывает Гагу, которая прямолинейно отчитывает своих недоброжелателей, высказывая своё мнение о том, что её мысли, мечты и чувства принадлежат только ей, несмотря на то, что говорят об этом другие. Песня получила положительные отзывы музыкальных критиков, которые хвалили простоту песни, её стилизацию под 80-е и коммерческую привлекательность. Некоторые критики нашли сходство в звучании голоса Гаги с Тиной Тёрнер и Кристиной Агилерой.

## Предыстория и запись
Певица приступила к работе над новым альбомом Artpop вскоре после выпуска Born This Way (2011). Концепция альбома появилась на следующий год после сотрудничества с продюсерами Фернандо Гарибеем и Полом Блэром. Первоначальная мелодия была отправлена Гаге во время первых рабочих сессий над альбомом Artpop, которые проходили в одно время с концертным туром The Born This Way Ball Tour. В течение года певица написала около пятидесяти песен для нового альбома. К маю 2012 года менеджер певицы Винсент Герберт намекнул, что запись альбома подошла к концу и включает в себя «безумные и великолепные песни». В тот же месяц Леди Гага представила композиции звукозаписывающей компании и хотела огласить название нового альбома в сентябре, однако сделала это на месяц раньше.
«Do What U Want» была написана Леди Гагой совместно с Полом Блэром, Ар Келли, Мартином Брессо и Уильямом Григацином. Продюсерами песни являются Пол Блэр и Леди Гага; вокал записан при участии Ар Келли. Пол Блэр описал мелодию как «звучание из космической R&B эры Джорджа Джетсона» и поделился воспоминаниями о том, как два года назад его друг Мартин сыграл частичный бит со своего ремикс-проекта, который понравился Блэру и был предложен певице. Леди Гага высоко оценила музыку и начала писать текст во время гастролей в Европе. Работа над песней была приостановлена, однако за месяц до выпуска Гага и Блэр начали обсуждение новых идей относительно композиции. Блэр считал необходимым участие Келли в качестве приглашённого исполнителя. Позже Гага и Келли обсудили детали по телефону и решили записать песню.
«Do What U Want» танцевальная R&B композиция. Трек имеет пульсирующий клубный бит, со звучанием синтезаторов в стилистике 80х. В плане лирике композиция является «открытым письмом» всем критикам, которые слишком заострили своё внимание на теле певицы.

## Релиз и промо
3 сентября 2013 года певица начала опрос в Twitter с просьбой к фанатам, помочь ей выбрать второй сингл из альбома Artpop. В опросе участвовали «Manicure», «Sexxx Dreams», «Aura» и «Swine». 20 сентября 2013 года Гага объявила, что выберет второй сингл из списка песен, не исполненных на iTunes Festival. 10 октября 2013 года Гага объявила, что «Venus» была выбрана в качестве второго сингла. Также фрагмент «Do What U Want» был использован в рекламе наушников вBest Buy / Beats 17 октября 2013 года. После коммерческого успеха в качестве промосингла лейбл исполнительницы принял решение выпустить трек полноценным синглом.
На итальянском радио «Do What U Want» появился 25 октября 2013 года, а через пять дней на Британском Радио. В Америке сингл вышел на радио 5 ноября 2013 года. Некоторые критики отметили ситуацию с переменой сингла с подобной ситуацией в 2011 с синглами «Judas» и «The Edge of Glory» альбома Born This Way. «Judas» был выпущен в апреле 2011 года, показав средний результат в чартах. По этой причине лейбл уже в следующем месяце выпустил третьим синглом «The Edge of Glory», который стал популярным во всем мире.
На промофото к синглу певица была изображена в темном парике и искусственном мхе, который закрывал интимные части тела. Официальная обложка была представлена 21 октября. Некоторые критики сравнили обложку с серией «полароидных» снимков Энди Уорхола. Выбор фотографии для обложки Леди Гага объяснила желанием показать, что некоторые люди в первую очередь смотрят не на творчество певицы, а на внешний вид. Певица добавила, что обложка ссылается к строкам из песни.
В ночь перед релизом песни Гага оставила несколько агрессивных сообщений по отношению к критикам. Она опубликовывала по строчке из композиции и к ним прибавляла слухи, которые «ходили» в СМИ (в том числе слух о том, что Гага гермафродит). Также певица написала о её сравнении с Мадонной и о том, что сингл «Roar» певицы Кэти Перри обошёл сингл Гага «Applause» в чартах.

## Критика
После выпуска «Do What U Want» получил положительные отзывы от критиков. Они похвалили простоту песни, а также сравнили вокал Гаги с исполнением Тины Тернер и Кристины Агилеры. Айлин Зафар из «BuzzFeed» назвал песню «сексуально игривой». Popjustice дал треку 8 из 10 баллов, проведя параллель между синглом и звучанием треков в альбоме The Fame Monster. Алекса Кэмп из «Slant Magazine» описала композицию как «бойкую, электронную композицию о любви». Ларс Брендел из «Billboard» характеризовал «Do What U Want» как идеально подходящую для радио и отметил, что Гага находится в хорошей «вокальной» форме. Липшиц из того же издания отметил отличие сингла от всех предыдущих песен Гаги и эмоциональную лирику. Кевин Фэллон из «The Daily Beast» назвал песню «радиохитом», а также похвалил чистое поп-звучание. Карл Виллот от веб-сайта «Idolator» описал композицию как «безупречную частичку R&B». Латифа Мухаммад из «Black Entertainment Television» заметил, что Ар Келли вышел из своей «зоны комфорта», но хорошо справился со своей задачей как «музыкальный гений».
Джим Фарбер из «New York Daily News» дал треку 4 из 5 звезд, похвалив Гагу и Ар. Келли за создание хита и открытием Гаги новых сторон своего голоса. Джон Уокер из MTV News в шутку отметил, что трек может в один прекрасный день будет назван «причиной внезапного, всплеска перенаселения в июле 2014 года». Айша Харрис из журнала «Slate» отметил, что «Do What U Want» смешивает в себе звучание музыки 80х, и лирику о сексе. Барбара Пэвон из «Dose» высказала мнение, что песня не имеет присущей Гаге эксцентрики, а также добавила, что Ар. Келли сделал песню лучше. Таня Гармэни назвала сингл «соблазнительным» и вдохновленным восьмидесятыми.

## Удаление из музыкальных сервисов
10 января 2019 года Гага выступила с заявлением после выхода в свет документального фильма «Surviving R. Kelly», в котором Ар Келли обвинялся в сексуальном насилии. Певица призналась о своем сожалении по поводу работы с Келли, объяснив, что её мышление было явно искажено в то время. Гага поклялась поддержать женщин, подвергшихся жестокому обращению, и на следующий день трек был удален из iTunes и всех потоковых сервисов. Кит Колфилд из Billboard сообщил, что даже ремиксы с участием Келли нельзя воспроизвести на Spotify, Apple Music и других платформах, присутствует только версия с Кристиной Агилерой. Он предположил, что, поскольку изменения в службах цифровой музыки требуют времени, команда Гаги работает и постепенно удалит песню из всех сред. После заявления Гаги и всего за несколько часов до удаления песни продажи «Do What U Want» выросли на 13,720 % в США до 2000 загрузок, согласно Nielsen SoundScan.

## Список композиций
- Digital download[41]

1. «Do What U Want» featuring R. Kelly — 3:47

- Digital download — remix single[41]

1. «Do What U Want (DJWS Remix)» featuring R. Kelly and Rick Ross — 4:19

- Digital download — remix single[41]

1. «Do What U Want» featuring Christina Aguilera — 3:36

## Чарты
| Чарты (2013—2014)                                    | Лучшая позиция |
| ---------------------------------------------------- | -------------- |
| Австралия (ARIA)                                     | 21             |
| Australia Dance (ARIA)                               | 6              |
| Австрия (Ö3 Austria Top 40)                          | 10             |
| Бельгия/Фландрия (Ultratop 50)                       | 15             |
| Бельгия/Валлония (Ultratop 50)                       | 11             |
| Канада (Billboard Canadian Hot 100)                  | 3              |
| Канада (Billboard AC)                                | 34             |
| Канада (Billboard CHR/Top 40)                        | 4              |
| Канада (Billboard Hot AC)                            | 4              |
| Чехия (Rádio — Top 100)                              | 19             |
| Дания (Tracklisten)                                  | 5              |
| Европа (Billboard Euro Digital Song Sales)           | 6              |
| Финляндия (Latauslista Download)                     | 2              |
| Франция (SNEP)                                       | 8              |
| Германия (GfK)                                       | 14             |
| Greece Digital Songs (Billboard)                     | 1              |
| Венгрия (Single Top 40)                              | 1              |
| Ирландия (IRMA)                                      | 9              |
| Италия (FIMI)                                        | 3              |
| Япония (Billboard Japan Hot 100)                     | 26             |
| Lebanon (Lebanese Top 20)                            | 5              |
| Люксембург (Billboard Luxembourg Digital Song Sales) | 10             |
| Mexican Anglo Chart (Monitor Latino)                 | 7              |
| Нидерланды (Dutch Top 40)                            | 34             |
| Нидерланды (Single Top 100)                          | 27             |
| Новая Зеландия (Recorded Music NZ)                   | 12             |
| Норвегия (VG-lista)                                  | 7              |
| Португалия (Billboard Portugal Digital Song Sales)   | 1              |
| Russia Airplay (Tophit)                              | 141            |
| Шотландия (OCC Scotland)                             | 9              |
| Словакия (Rádio — Top 100)                           | 26             |
| Slovenia (SloTop50)                                  | 36             |
| South Korea (Gaon Music Chart)                       | 2              |
| Испания (PROMUSICAE)                                 | 2              |
| Швеция (Sverigetopplistan)                           | 17             |
| Швейцария (Schweizer Hitparade)                      | 14             |
| Великобритания (OCC UK Singles)                      | 9              |
| США (Billboard Hot 100)                              | 13             |
| США (Billboard Adult Pop Airplay)                    | 22             |
| США (Billboard Dance Club Songs)                     | 7              |
| США (Billboard Dance/Mix Show Airplay)               | 22             |
| США (Billboard Latin Pop Airplay)                    | 31             |
| США (Billboard Pop Airplay)                          | 7              |
| США (Billboard Rhythmic)                             | 8              |
| Venezuela Pop Rock (Record Report)                   | 11             |

| Чарт (2014)                                                     | Лучшая позиция |
| --------------------------------------------------------------- | -------------- |
| Дания (Tracklisten) · featuring Christina Aguilera              | 27             |
| Финляндия (Latauslista Download) · featuring Christina Aguilera | 12             |
| Польша (Dance Top 50) · featuring R. Kelly & Rick Ross          | 49             |

| Чарты (2013)                         | Позиция |
| ------------------------------------ | ------- |
| Australia Dance (ARIA)               | 36      |
| UK Singles (Official Charts Company) | 133     |

| Чарт (2014)                      | Позиция |
| -------------------------------- | ------- |
| Canada (Canadian Hot 100)        | 44      |
| US Billboard Hot 100             | 84      |
| US Mainstream Top 40 (Billboard) | 48      |
| US Radio Songs (Billboard)       | 58      |
| US Rhythmic (Billboard)          | 43      |

## Хронология выпуска
| Страна         | Дата            | Формат                 | Лейбл                         |
| -------------- | --------------- | ---------------------- | ----------------------------- |
| США            | 21 октября 2013 | Digital download       | Streamline/Interscope         |
| Германия       | 22 октября 2013 | Digital download       | Universal Music International |
| Великобритания | 22 октября 2013 | Digital download       | Polydor Associated Labels     |
| Италия         | 25 октября 2013 | Contemporary hit radio | Universal                     |
| США            | 5 ноября 2013   | Contemporary hit radio | Streamline/Interscope         |